# Joel Ward (hockeista su ghiaccio)
Joel Ward (Toronto, 2 dicembre 1980) è un hockeista su ghiaccio canadese.
Dal 2015 milita nei San Jose Sharks. In precedenza ha vestito le casacche di Washington Capitals (2011-2015), Nashville Predators (2008-2011), Houston Aeros (2005-2007, 2007-2008), Minnesota Wild (2006-2007) e altre squadre.